# Otravaaran ängelmälehto
Otravaaran ängelmälehto este o arie protejată (arie specială de conservare — SAC, sit de importanță comunitară — SCI) din Finlanda întinsă pe o suprafață de 1 ha, integral pe uscat.

## Localizare
Centrul sitului Otravaaran ängelmälehto este situat la coordonatele 61°53′29″N 30°07′24″E / 61.8914°N 30.1233°E.

## Înființare
Situl Otravaaran ängelmälehto a fost declarat sit de importanță comunitară în august 1998 pentru a proteja un număr necunoscut de specii din flora spontană și fauna sălbatică aflate în arealul zonei. Situl a fost protejat și ca arie specială de conservare în aprilie 2015.

## Biodiversitate
Situată în ecoregiunea boreală, aria protejată conține 1 habitat natural: Păduri fino-scandinave bogate în ierburi cu Picea abies.
La baza desemnării sitului se află un număr nedeclarat de specii protejate.
Pe lângă speciile protejate, pe teritoriul sitului au mai fost identificate 1 specie de plante.